# Гюисманс, Жорис Карл
Жори́с-Карл Гюисма́нс (нидерл. Joris-Karl Huysmans; настоящее имя — Шарль-Жорж-Мари́ Гюисма́нс, фр. Charles-Georges-Marie Huysmans; 5 февраля 1848 года — 12 мая 1907 года) — французский писатель. Первый президент Гонкуровской академии (с 1900 года). Всю жизнь, с 1866 года, прослужил чиновником министерства внутренних дел.

## Биография и творчество
В 1874 году Гюисманс опубликовал первую книгу — «Ваза с пряностями», сборник стихотворений в прозе, написанный под влиянием Бодлера и Алоизиюса Бертрана. Начиная с этого времени, использовал «германизированную» версию своего имени (Жорис-Карл, а точнее: Йорис-Карл (Хёйсманс)) с целью подчеркнуть нидерландские корни. Как правило, подписывал свои произведения инициалами, а не полной формой имени: Ж.-К. Гюисманс.
В 1870-е — 1880-е гг. примыкал к натуралистической школе (романы «Марта», 1876, «Сестры Ватар», 1879, «У пристани», 1887). Участвовал в публикации коллективного сборника «Меданские вечера» (1880). Также выступал как критик искусства.
Написанный в 1884 году роман «Наоборот» (À rebours) считается манифестом европейского декаданса конца XIX века. Главный герой — аристократ дез Эссент, испытывающий отвращение к окружающему миру, живёт один в загородном доме и предается утонченным и извращенным удовольствиям. Огромное место в романе уделено описанию древних и современных авторов, из произведений которых состоит библиотека дез Эссента.
В эти годы Гюисманс отходит от натурализма в сторону мистицизма. В романе «Бездна», Là-bas, 1891 (в русском переводе также известен под названием «Там внизу») выведен кружок современных сатанистов. Роман также примечателен описанием чёрной мессы. В это же время работает над романом «Там вверху», который остался незаконченным.
В 1892 году Жорис-Карл Гюисманс принял католичество. Написал книгу о Святой Лидвине из Схидама (1901). В романе «Собор» (1898) — рассуждения о символике средневековой архитектуры.
В 1905 году у писателя обнаружили рак. В соответствии со своими религиозными убеждениями он отказался от лечения и умер двумя годами позднее. Награждён на смертном одре орденом Почётного легиона. Похоронен на кладбище Монпарнас.

## Библиография на русском

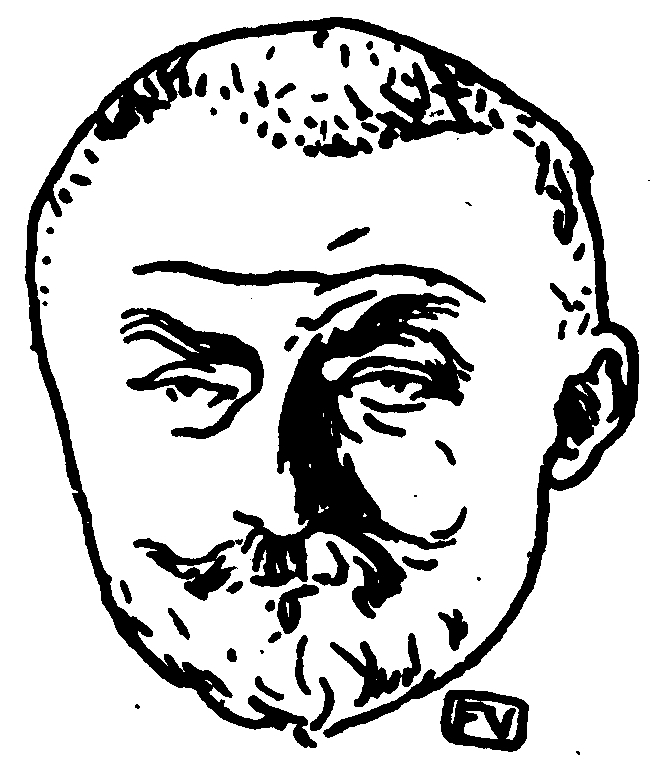
Феликс Валлотон. Портрет Гюисманса, 1898

## Литература

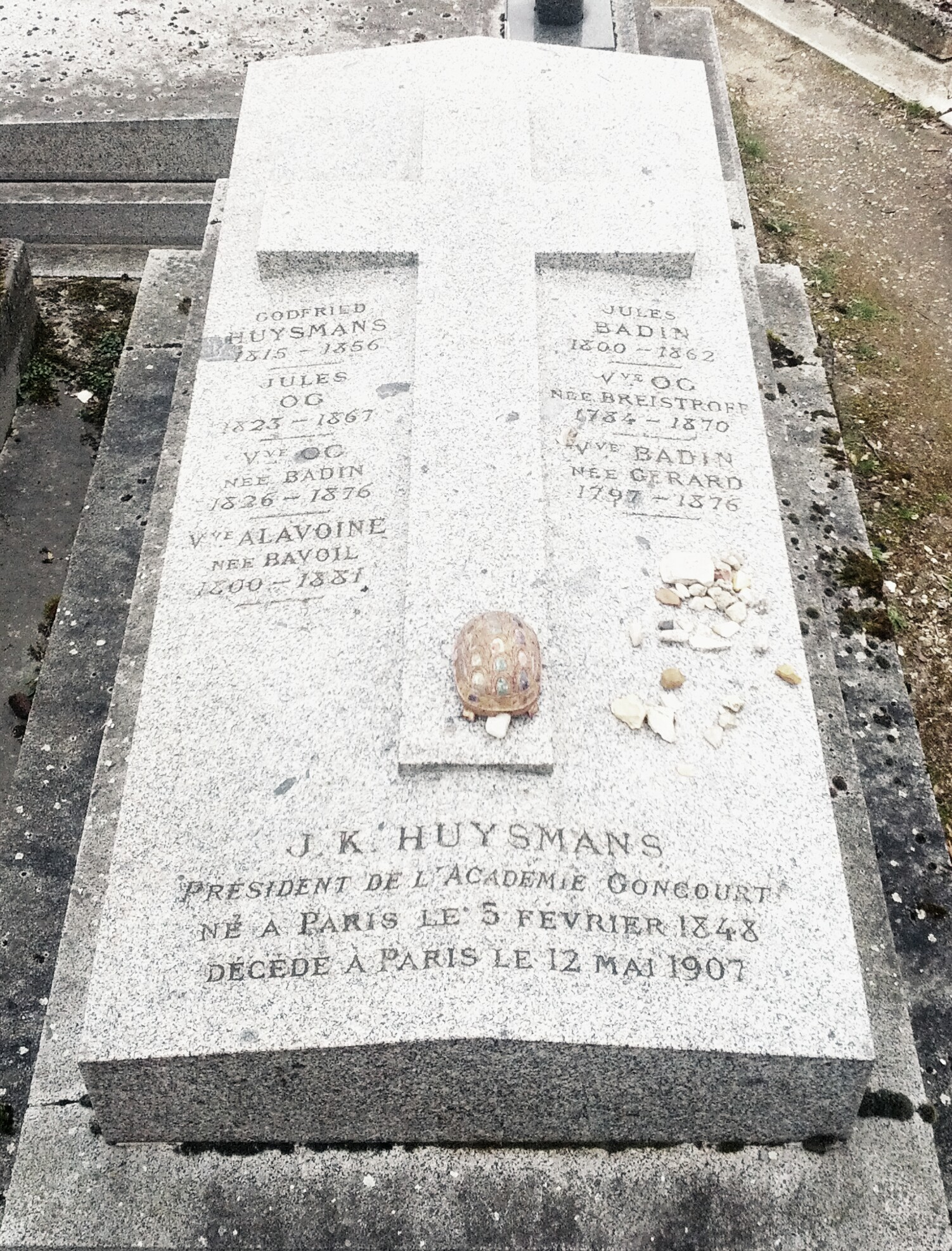
Могила на кладбище Монпарнас